# Хоружівка (річка)
Хоружівка (біл. Харужаўка) — річка у Вовковиському й Свіслоцькому районах, Гродненська область, Білорусь. 
Права притока Росі (басейн Німану).

## Опис
Довжина річки 24 км, похил річки 1,4 м/км, площа басейну водозбору 162 км². Формується безіменними струмками та загатами. Річище вздовж 4 км каналізоване (від села Мала Лапениця до села Михайли).

## Розташування
Бере початок поміж селами Драгічани та Романівка. Тече переважно на південний захід через села Ізабелін (колишнє містечко) та Малу Лапеницю (колишнє містечко) і на північний захід від села Михайли впадає у річку Рось, ліву притоку річки Німану.